# Вурхис, Хорас
Хорас Джеремия «Джерри» Вурхис (англ. Horace Jeremiah "Jerry" Voorhis; 6 апреля 1901, Канзас — 11 сентября 1984, Калифорния) — американский политик.
Член Демократической партии США. Член Палаты представителей США от штата Калифорния в 1937—1947 годах.
Окончил Йельский университет (бакалавр) и магистратуру Клэйрмонского колледжа (Claremont).
В Конгрессе США являлся сторонником Нового курса Рузвельта, главным его успехом на законодательном поприще явился названный его именем «Акт Вурхиса».
В 1939—1943 годах являлся членом Комиссии по расследованию антиамериканской деятельности.
На выборах в Палату представителей США в 1946 набрал 42,7 % голосов, потерпев поражение от Ричарда Никсона, получившего 56 %.
В 1947—1967 возглавлял Кооперативную лигу США.

## Сочинения
- Out of Debt, Out of Danger. Proposals for War Finance and Tomorrow’s Money. 1943
- Beyond Victory. 1944
- Confessions of a Congressman, 1947
- The Christian in Politics. 1951
- American Cooperatives. Where They Come From, What They Do, Where They are Going. 1961 (Reprint 1973)
- Credit Unions. Basic Cooperatives. 1965
- The Strange Case of Richard Milhous Nixon. 1972 (Reprint 1973)
- Cooperative Enterprise: The Little People’s Chance in a World of Bigness. 1975
- The Life and Times of Aurelius Lyman Voorhis. 1976
- Confession of Faith. 1978